# La Mère (film, 1955)
Pour les articles homonymes, voir La Mère.
Pour plus de détails, voir Fiche technique et Distribution.
La Mère (en russe : Мать, Mat) est un film dramatique soviétique réalisé par Marc Donskoï, sorti en 1955.
Le film est une adaptation du roman homonyme de Maxime Gorki, paru en 1907. Il a été présenté au Festival de Cannes 1956.
Après la trilogie L'Enfance de Gorki (1937), En gagnant mon pain (1938) et Mes universités (1939), trois films réalisés d'après les mémoires de l'écrivain, La Mère est le quatrième film que Donskoï adapte de la vie et de l'œuvre de Gorki.

## Synopsis
1905, à Nijni Novgorod. Vlassov et son fils Pavel sont ouvriers dans une importante usine et, comme tous, y sont exploités. Vlassov meurt d'alcoolisme. Pavel prend conscience de la misère qui règne et milite afin d'amener les ouvriers à se révolter. Sa mère, tout en soumission, adhère cependant peu à peu aux idées de son fils, luttant contre elle-même et apprend à lire pour pouvoir mieux appréhender la situation. La mère distribue les tracts du mouvement révolutionnaire lors de la préparation d'une grève. Mais Pavel est plusieurs fois arrêté, emprisonné et relâché. La mère poursuit l'action de son fils quand il est condamné à être déporté en Sibérie et aux travaux forcés. Elle se rend compte qu'il n'y a que la révolution qui peut apporter la justice.

## Fiche technique
- Titre : La Mère
- Titre original russe : Мать
- Réalisation : Marc Donskoï
- Scénario : Marc Donskoï, Nikolaï Kovarski d'après le roman La Mère de Maxime Gorki
- Musique : Lev Schwartz
- Décors : Vladamir Agranov
- Costumes : Ekaterina Gakkebush
- Photographie : Alexeï Michourine
- Son : Ariadna Fedorenko
- Montage : N. Gorbenko
- Production : Marc Donskoï, Alexandre Kozyr
- Société de production : Studio Dovjenko
- Pays d'origine :  Union soviétique
- Langue : russe
- Durée : 104 minutes
- Dates de sortie : 
  - en URSS : 13 février 1956
  - en France : 31 mai 1956

## Distribution
- Vera Maretskaïa : Pélagie Nilovna Vlassovna, la mère
- Alexeï Batalov : Pavel Vlassov
- Tatiana Piletskaïa (ru) : Sacha
- Andreï Petrov : Andreï Nakhodka
- Sergueï Kourilov : Nikolaï Ivanovitch
- Lilia Gritsenko : Sophia Ivanovna
- Pavel Oussovnitchenko : Rybine
- Pavel Volkov : Nikolaï Souzov
- Nikifor Kolofidine : M. Vlassov
- Ivan Neganov : agent
- Vladimir Marenkov : Vessochoukov
- Oleg Borissov : conspirateur

## Distinctions
Le film a été présenté en sélection officielle en compétition au Festival de Cannes 1956.